# Перейра, Витор
Ви́тор Мануэ́л ди Оливе́йра Ло́пиш Пере́йра (порт. Vítor Manuel de Oliveira Lopes Pereira; род. 26 июля 1968, Эшпинью) — португальский футбольный тренер.

## Тренерская карьера
Окончил Университет Порту.

### «Порту»
21 июня 2011 года было объявлено, что Перейра официально стал новым главным тренером «Порту», сменив на тренерском мостике ушедшего в «Челси» Андре Виллаш-Боаша. Свой первый матч во главе «драконов» наставник провёл в поединке за Суперкубок Португалии, победив «Виторию» из Гимарайнша.
В 2013 году Перейра принял решение не продлевать контракт с клубом, напоследок завоевав с «Порту» второй подряд титул чемпиона Португалии, без единого поражения. Напоследок 44-летний специалист заявил:

Это был конкурентоспособный и престижный чемпионат, во время работы в котором я получил много опыта. Но сейчас я хотел бы попробовать свои силы в другой стране, в другом чемпионате.
В июне появилась информация, что Перейра может возглавить махачкалинский «Анжи».

### «Аль-Ахли» (Джидда)
9 июня 2013 года было официально объявлено о назначении Перейры в саудовском клубе «Аль-Ахли».

### «Олимпиакос» (Пирей)
7 января 2015 года официальный сайт греческого клуба «Олимпиакос» объявил о подписании контракта с португальским тренером Витором Перейрой. Под руководством португальского специалиста «Олимпиакос» сделал золотой дубль, выиграв чемпионат и Кубок Греции. Однако уже по окончании сезона Перейра покинул свой пост из-за недовольства руководства клуба по поводу его переговоров с «Рейнджерс».

### «Фенербахче»
В июне 2015 года Перейра подписал двухлетний контракт с вице-чемпионом Турции «Фенербахче». 15 августа 2016 года был уволен в одностороннем порядке по причине вылета «Фенербахче» в 3-м квалификационном раунде Лиги чемпионов 2016/17 после поражения от «Монако».
2 июля 2021 года во 2-й раз в своей карьере возглавил «Фенербахче». 20 декабря 2021 года, через день после домашнего матча 17-го тура чемпионата Турции 2021/22 против «Бешикташа» (2:2), расторг контракт по обоюдному согласию.

### «Коринтианс»
22 февраля 2022 года назначен главным тренером бразильского «Коринтианса». Контракт подписан до 31 декабря 2022 года. 13 ноября 2022 года по окончании матча заключительного 38-го тура чемпионата Бразилии 2022 против «Атлетико Минейро» (0:1) президент «Коринтианса» Дуилио Монтейро Алвес объявил, что Перейра и его тренерский штаб не останутся в работать в команде в сезоне 2023.

## Достижения
«Порту»
- Чемпион Португалии (2): 2011/12, 2012/13
- Обладатель Суперкубка Португалии (2): 2011, 2012

«Олимпиакос» (Пирей)
- Чемпион Греции: 2014/15
- Обладатель Кубка Греции: 2014/15

«Шанхай СИПГ»
- Чемпион Китая: 2018
- Обладатель Суперкубка Китайской футбольной ассоциации: 2019

### Личные
- Тренер месяца английской Премьер-лиги: апрель 2025

## Личная жизнь
У Витора Перейры трое детей.